# Ревякин, Виктор Семёнович
Виктор Семёнович Ревякин (26 марта 1936, с. Куяча, Алтайский край — 1 февраля 2020) — российский географ, депутат ВС РСФСР в 1990—1993 годах.

## Биография
Родился 26 марта 1936 года в селе Куяча Западно-Сибирского края (ныне Алтайский район Алтайского края). В 1943—1953 годах обучался в Алтайской средней школе Алтайского района. С июля 1953 года по август 1954 года работал учителем математики в семилетней школе совхоза «Пролетарский» Алтайского края в с. Сараса.
В 1954 году поступил в Томский государственный университет на географическое отделение геолого-географического факультета. Дипломную работу на тему «Следы древнего оледенения северного склона Биш-Иирду» защитил по руководством Л. Н. Ивановского. Мастер спорта и чемпион Сибири и Дальнего Востока по спортивной гимнастике. В 1959 году поступил в аспирантуру Томского государственного университета по специальности «физико-географ» при кафедре общей географии. 30 октября 1963 года защитил диссертацию на соискание ученой степени кандидата географических наук по теме «Влияние рельефа на оледенение горного узла Биш-Иирду (Центральный Алтай)». В 1966—1968 годах являлся проректором университета научных знаний для учителей Томска. В 1969—1970 годах — научный руководитель и ответственный исполнитель темы «Гляциология ледников Алтая», в рамках хоздоговора с ЗСУГМ. Возглавлял созданное по его инициативе отделение Общества советско-монгольской дружбы. В 1978 году защитил диссертацию на соискание ученой степени доктора географических наук по теме «Нивально-гляциальный комплекс Алтае-Саянской горной страны». С 15 июня 1979 года по 4 мая 1981 года — профессор кафедры общей географии ТГУ, научный руководитель проблемной НИЛ гляциоклиматологии.
В 1981 году по приглашению ректора Алтайского государственного университета В. И. Неверова приехал в Барнаул, где занялся созданием географического факультета. В 1986—1989 годах работал в должности декана факультета. Кроме того, в этот период жизни Виктор Семёнович вместе с другими учёными занимался разработкой целевой программы «Экология Алтайского края», схемой использования водных и земельных ресурсов региона, принимал участие в создании Катунского заповедника. Был активным противником создания Катунской ГЭС. В 1980-х года возглавлял Алтайского отделение Всесоюзного географического общества, а также общество «Знание» в Центральном районе г. Барнаула. Входил в Президиум Алтайского отделения Всесоюзного общества охраны природы. Много лет являлся ведущим передачи «Край родной» на Алтайском телевидении. Сыграл эпизодическую роль капитана Ревякина в художественном фильме «Говорит Москва».
В 1990—1993 годах — депутат РСФСР, член Верховного Совета РСФСР и член его президиума, а также председатель комитета по вопросам экологии и природопользования. Принимал активное участие в создании Федерального закона «Об охране окружающей среды» Российской Федерации, принятый в декабре 1991 г. Входил во фракции «Россия», «Гражданское общество», «Федерация независимых профсоюзов России». В 1991 г. был инициатором создания научно-исследовательского института горного природопользования (НИИГП) и первым его директором. Является инициатором создания Тигирекского заповедника. Был председателем Алтайского отдела Союза Русского Народа.
В 1993 году вернулся в Барнаул на университетскую работу. В 2001—2006 годах вновь был деканом географического факультета, и до 2008 года — заведующим кафедрой ландшафтного планирования.
Cкончался 1 февраля 2020 года.

## Семья
Супруга — Надежда Васильевна Ревякина, доктор биологических наук. Дети — Ольга (метеоролог по образованию, Томский государственный университет) и Леонид (филолог по образованию, Алтайский государственный университет). Внучка — Юлия (географ по образованию, Алтайский государственный университет), кандидат географических наук, заместитель декана географического факультета Алтайского государственного университета.

## Научные труды
В. С. Ревякин является автором около 200 научных публикаций, книг, атласов, а также монографий и научно-технических отчётов. Среди них:
- «Белуха — Сумеру Азии»;
- «Научно-справочный атлас Барнаула»;
- «Атлас Алтайского края»;
- «Проблемы экологии России»;
- учебник для школ «География Алтайского края»;
- «Белокурихинская лечебно-оздоровительная местность»;
- «Комплексное картографирование городской среды: от чертёжных книг до урбанистических геоинформационных систем»;
- «Внутриконтинентальный горный вариант устойчивого развития (Алтай-Саяны)» и другие.
- «Природные льды Алтае-Саянской горной области (внутриконтитентальный вариант гляциосферы Земли)»
- «Снежный покров и лавины Алтая»

## Награды и звания
Виктор Семёнович имеет научную степень доктора географических наук (1978) и звание профессора. Кроме того, он является почетным членом Русского Географического общества, действительным членом Российской академии естественных наук и Российской экологической академии.
Имеет звания мастера спорта СССР и судьи республиканской категории по спортивной гимнастике.